# Eurepella tinga
Eurepella tinga är en insektsart som beskrevs av Otte, D. och R.D. Alexander 1983. Eurepella tinga ingår i släktet Eurepella och familjen syrsor. Inga underarter finns listade i Catalogue of Life.